# Namnrymd
Namnrymd (engelska: namespace) är en omgivning eller kontext i vilken alla namn är unika, dvs inte innehåller några homonymer eller andra tvetydigheter. Ofta definieras och används olika namnrymder just för att särskilja homonymer.

## Namnmängd
Enligt definitionen är mängden möjliga namn i en namnrymd oändligt, men i praktiken finns det oftast begränsningar som gör namnmängden ändlig. Ofta brukar ordet namnrymd användas även för dess namnmängd.

## Exempel

### I programmering
Inom programmering i allmänhet och objektorienterad programmering i synnerhet används namnrymder för att undvika namnkonflikter i ett program. Exempel på programspråk som implementerar namnrymder är C++, C# och VB.NET. Java har ett liknande koncept, paket, eller packages.
I C++ deklareras klasser, variabler, funktioner och koncept (C++20) inuti en namnrymd:
```
namespace
 
foo
 
{

    
int
 
bar
;

}

```

För att få tillgång till medlemmarna från en annan namnrymd kan alla medlemmar importeras med följande kodrad:
```
using
 
namespace
 
foo
;

```

De går då att referera till på samma sätt som om de hade befunnit sig i den aktuella namnrymden. I stället för att importera alla medlemmar kan man referera till en enstaka medlem genom att ange namnrymdens namn som ett prefix till medlemmens namn: foo::bar.
Även varje klass har sin egen namnrymd av statiska medlemmar:
```
#include
 
<iostream>

struct
 
Box1
 
{

    
static
 
constexpr
 
auto
 
boxSide
 
=
 
4
;

};

struct
 
Box2
 
{

    
static
 
constexpr
 
auto
 
boxSide
 
=
 
12
;
 

};

int
 
main
()
 
{

    
std
::
cout
 
<<
 
Box1
::
boxSide
 
<<
 
'\n'
;
 
// Output 4

    
std
::
cout
 
<<
 
Box2
::
boxSide
 
<<
 
'\n'
;
 
// Output 12

}

```

### I e-postadresser
E-postadresser är ett väldigt tydligt exempel på namnrymder. E-postadressen bill@example.com är unik; Det kan bara finnas en mottagare med just den adressen. Det kan finnas andra personer på andra företag som också har användarnamnet ”bill”, men eftersom varje domän är en egen namnrymd så är deras adresser också unika.
En del organisationer som inte har beaktat problematiken med namnmängder har drabbats av problem när de har infört e-postadresser på formen förnamn.efternamn@example.com. Då har de inskränkt sin namnmängd för epostadresser så att den blir oanvändbar om där finns två eller fler personer med samma för- och efternamn.

### I postadresser
Det finns till exempel 160 stycken gatuadresser som heter ”Storgatan 17” i Sverige, en del av dem ligger dessutom i samma kommun. För att särskilja dem används postnummer och postorter för namnrymdsindelning.